# Quảng Tây
Quảng Tây (Tiếng Tráng: Gvangjsih; chính tả kiểu cũ: Gvaŋзsiƅ; chữ Hán giản thể: 广西; chữ Hán phồn thể: 廣西; bính âm: Guǎngxī), tên đầy đủ Khu tự trị dân tộc Tráng Quảng Tây (Tiếng Tráng: Gvangjsih Bouxcuengh Swcigih; chính tả kiểu cũ: Gvaŋзsiƅ Bouчcueŋƅ Sɯcigiƅ; chữ Hán giản thể: 广西壮族自治区; chữ Hán phồn thể: 廣西壯族自治區; bính âm: Guǎngxī Zhuàngzú Zìzhìqū; Hán-Việt: Quảng Tây Tráng tộc tự trị khu) là một khu tự trị của dân tộc Tráng tại Cộng hòa Nhân dân Trung Hoa. Đây là tên được dùng từ năm 1958 đến nay trong các giới thiệu về khu, trong Báo ảnh Trung Quốc, và trong phần tiếng Việt ở văn bản làm việc  giữa giới chức hai nước.
Năm 2018, Quảng Tây là tỉnh đông thứ mười một về số dân, đứng thứ mười tám về kinh tế Trung Quốc với 48,8 triệu dân, tương đương với Colombia, Tây Ban Nha và GDP đạt 2.040 tỉ NDT (303,7 tỉ USD) tương ứng với Pakistan.

## Tên gọi
Quảng Tây là giản xưng của "Quảng Nam Tây lộ" (广南西路) từ thời nhà Tống. "Quảng" 广 có nghĩa là "mở rộng", và được đặt cho vùng này kể từ thời nhà Tây Tấn trở đi. "Quảng Tây" và tỉnh láng giềng Quảng Đông có tên gọi chung là "Lưỡng Quảng" (两广). Tên gọi tắt của khu tự trị này là "Quế" 桂, lấy theo tên Quế Lâm là một thành phố lớn trong khu tự trị.

## Lịch sử

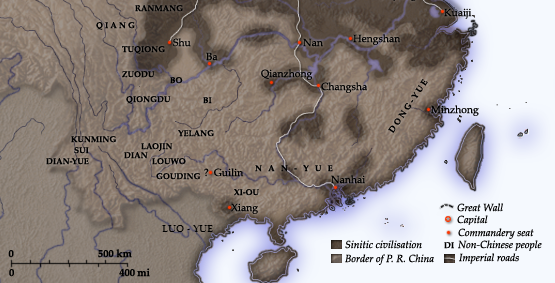
Bản đồ các khu vực lẻ tẻ do nhà Tần chiếm được của các nhóm tộc Bách Việt ở phía Nam sông Dương Tử sau năm 210 TCN.

Trước thời phong kiến, Quảng Tây là một vùng đất có các bộ tộc Bách Việt sinh sống, cùng với Quảng Đông tạo nên vùng Lưỡng Quảng. Vùng đất này chính thức thuộc về Trung Quốc từ năm 214 TCN, khi quân đội nhà Tần xâm chiếm hầu hết miền Nam Trung Hoa ngày nay. Tên gọi Quảng Tây bắt nguồn từ thời nhà Tống, khi khu vực này được tổ chức thành một lộ, gọi là Quảng Nam Tây Lộ. Vào cuối đời nhà Nguyên, vùng này được tổ chức thành một tỉnh với tên gọi được rút gọn thành Quảng Tây. Trước thời hiện đại, Quảng Tây là một tỉnh của Trung Quốc cho đến khi được chính phủ Cộng hòa Nhân dân Trung Hoa chuyển thành một khu tự trị dành cho dân tộc thiểu số đông đảo ở đây.
Cuối đời nhà Thanh, ở huyện Quế Bình, miền đông Quảng Tây, đã nổ ra Khởi nghĩa Kim Điền (金田起义) vào ngày 11 tháng 1 năm 1851, khởi đầu của phong trào khởi nghĩa nông dân Thái Bình Thiên Quốc. Cửa ải Trấn Nam Quan (ngày nay là Hữu Nghị Quan) trên biên giới với Việt Nam cũng là nơi diễn ra trận đánh Trấn Nam Quan (镇南关战役) vào ngày 23 tháng 3 năm 1885, trong Chiến tranh Pháp - Thanh. Trong trận đánh này, mũi tấn công của quân Pháp đã bị lực lượng Trung Quốc của tướng Phùng Tử Tài (冯子才) đánh bại, một sự kiện lịch sử rất được những người yêu nước Trung Hoa ca tụng.
Sau ngày thành lập Trung Hoa Dân Quốc, Quảng Tây trở thành căn cứ của một trong những tập đoàn quân phiệt hùng mạnh nhất của Trung Quốc: Tập đoàn Quảng Tây (Quế hệ) cũ. Do Lục Vinh Đình (陆荣廷) và những người khác lãnh đạo, tập đoàn này đã vươn ra kiểm soát cả các tỉnh Hồ Nam và Quảng Đông ở liền kề. Đầu thập niên 1920, Tập đoàn Quảng Tây cũ bị thất bại, và được thay thế bằng Tập đoàn Quảng Tây mới, do Lý Tông Nhân và Bạch Sùng Hi cầm đầu. Quảng Tây còn được nhắc đến bởi Khởi nghĩa Bách Sắc (百色起义), một cuộc khởi nghĩa cộng sản do Đặng Tiểu Bình lãnh đạo vào năm 1929. Các căn cứ cộng sản đã được thiết lập mặc dù cuối cùng đều bị lực lượng Quốc dân Đảng tiêu diệt.
Vào năm 1944 gần kết thúc Thế chiến II, Nhật Bản chiếm đóng Quảng Tây sau Chiến dịch Ichigo (hay còn gọi là Chiến dịch Dự Tương Quế (豫湘桂战役) trong một nỗ lực thu tóm tuyến đường sắt Hồ Nam-Quảng Tây và thiết lập một vùng đất nối với Đông Dương Pháp thuộc. Người Nhật đã chiến thắng và một loạt các thành phố chính ở Quảng Tây trở thành thuộc địa của Nhật Bản.
Nằm ở xa phía nam, lực lượng cộng sản kiểm soát Quảng Tây muộn hơn. Chính quyền tỉnh thay đổi vào tháng 12 năm 1949, hai tháng sau khi thành lập nước Cộng hòa Nhân dân. Vào năm 1958, Quảng Tây được chuyển đổi thành Khu tự trị dân tộc Choang Quảng Tây theo đề nghị của Thủ tướng Chu Ân Lai. Quyết định này được đưa ra do người Tráng là một trong những dân tộc thiểu số lớn nhất ở Trung Hoa, và tập trung nhiều ở Quảng Tây; tuy nhiên người Tráng vẫn chỉ chiếm thiểu số trong dân số Quảng Tây. Suốt chiều dài lịch sử, Quảng Tây là vùng đất nội lục (không có biển). Năm 1952 một phần nhỏ của bờ biển Quảng Đông được chuyển giao cho Quảng Tây, từ đó vùng đất này được thông với biển. Năm 1955 chuyển giao lại, và năm 1965 tiếp nhận lại.
Mặc dù có sự phát triển công nghiệp nặng diễn ra trong tỉnh trong suốt những năm 1960 và 1970, vẫn còn rất nhiều các danh lam thắng cảnh du lịch hấp dẫn mọi người trên khắp thế giới. Thậm chí mức tăng trưởng kinh tế ở Trung Quốc trong những năm 1990 dường như để Quảng Tây tụt lại phía sau. Tuy nhiên trong những năm gần đây đã có sự tăng trưởng mạnh về công nghiệp hóa và tập trung hóa cây trồng. GDP đầu người đã tăng nhanh chóng do các ngành công nghiệp ở Quảng Đông phải tìm kiếm các địa điểm sản xuất tại các khu vực có giá nhân công rẻ hơn.

## Các đơn vị hành chính của Quảng Tây
Quảng Tây được chia ra 14 thành phố thuộc tỉnh (địa cấp thị), dưới nữa là 56 huyện, 34 quận, 12 huyện tự trị và 7 thành phố cấp huyện (huyện cấp thị). Các thành phố (địa cấp thị) là:
| Bản đồ          | #                | Tên             | Thủ phủ                    | Chữ Hán Bính âm    | tiếng Tráng | Dân số (2010) |
| --------------- | ---------------- | --------------- | -------------------------- | ------------------ | ----------- | ------------- |
|                 |                  |                 |                            |                    |             |               |
| — Địa cấp thị — |                  |                 |                            |                    |             |               |
| 1               | Bách Sắc         | Hữu Giang       | 百色市 Bǎisè Shì           | Bwzswz Si          | 3.466.800   |               |
| 2               | Hà Trì           | Kim Thành Giang | 河池市 Héchí Shì           | Hozciz Si          | 3.369.200   |               |
| 3               | Liễu Châu        | Thành Trung     | 柳州市 Liǔzhōu Shì         | Liujcouh Si        | 3.758.700   |               |
| 4               | Quế Lâm          | Tượng Sơn       | 桂林市 Guìlín Shì          | Gveilinz Si        | 4.748.000   |               |
| 5               | Hạ Châu          | Bát Bộ          | 贺州市 Hézhōu Shì          | Hocouh Si          | 1.954.100   |               |
| 6               | Sùng Tả          | Giang Châu      | 崇左市 Chóngzuǒ Shì        | Cungzcoj Si        | 1.994.300   |               |
| 7               | Nam Ninh         | Thanh Tú        | 南宁市 Nánníng Shì         | Nanzningz Si       | 6.661.600   |               |
| 8               | Lai Tân          | Hưng Tân        | 来宾市 Láibīn Shì          | Laizbinh Si        | 2.099.700   |               |
| 9               | Quý Cảng         | Cảng Bắc        | 贵港市 Guìgǎng Shì         | Gveigangj Si       | 4.118.800   |               |
| 10              | Ngô Châu         | Vạn Tú          | 梧州市 Wúzhōu Shì          | Vuzcouh Si         | 2.882.200   |               |
| 11              | Phòng Thành Cảng | Cảng Khẩu       | 防城港市 Fángchénggǎng Shì | Fangzcwngzgangj Si | 866.900     |               |
| 12              | Khâm Châu        | Khâm Nam        | 钦州市 Qīnzhōu Shì         | Ginhcouh Si        | 3.079.700   |               |
| 13              | Bắc Hải          | Hải Thành       | 北海市 Běihǎi Shì          | Bwzhaij Si         | 1.539.300   |               |
| 14              | Ngọc Lâm         | Ngọc Châu       | 玉林市 Yùlín Shì           | Yilinz Si          | 5.487.400   |               |

## Địa lý
Nằm ở phía nam Trung Quốc, Quảng Tây giáp giới với Vân Nam phía tây, Quý Châu phía bắc, Hồ Nam phía đông bắc, và Quảng Đông phía đông nam. Nó cũng có biên giới với Việt Nam phía tây nam (giáp các tỉnh Tuyên Quang, Cao Bằng, Lạng Sơn và Quảng Ninh của Việt Nam) và Vịnh Bắc Bộ phía nam.
Quảng Tây là tỉnh miền núi. Về phía bắc có các núi Đô Dương Sơn (都阳山) và Phượng Hoàng Sơn (凤凰山). Dãy Nam Lĩnh gồm các dãy Việt Thành Lĩnh (越城岭), Hải Dương Sơn (海洋山), Đô Bàng Lĩnh, Manh Chử Lĩnh ở phía đông bắc tỉnh, chia cách Quảng Tây với Hồ Nam. Gần vào giữa tỉnh hơn có các núi Đại Dao Sơn (大瑶山) và Đại Minh Sơn (大明山). Vùng đông nam có dãy Thập Vạn Đại Sơn (十万大山) và dãy Vân Khai Đại Sơn (云开大山) là ranh giới tự nhiên giữa đông nam Quảng Tây với tây nam Quảng Đông. Đỉnh núi cao nhất Quảng Tây là Miêu Nhi Sơn thuộc dãy Việt Thành Lĩnh, cao 2141 m.
Nhiều con sông cắt qua các dãy núi tạo thành các thung lũng. Hầu hết các sông này đều thuộc lưu vực sông Tây Giang:
| Hệ thống sông Tây Giang | Hệ thống sông Tây Giang | Hệ thống sông Tây Giang | Hệ thống sông Tây Giang | Hệ thống sông Tây Giang |
| ----------------------- | ----------------------- | ----------------------- | ----------------------- | ----------------------- |
|                         |                         |                         | Hạ Giang (贺江)         | Tây Giang (西江)        |
|                         |                         | Li Giang (漓江)         | Quế Giang (桂江)        | Tây Giang (西江)        |
| sông Bắc Bàn (北盘江)   | sông Hồng Thủy (红水河) | Kiềm Giang (黔江)       | Tầm Giang (浔江)        | Tây Giang (西江)        |
| sông Nam Bàn (南盘江)   | sông Hồng Thủy (红水河) | Kiềm Giang (黔江)       | Tầm Giang (浔江)        | Tây Giang (西江)        |
| Dung Giang (融江)       | Liễu Giang (柳江)       | Kiềm Giang (黔江)       | Tầm Giang (浔江)        | Tây Giang (西江)        |
| Long Giang (龙江)       | Liễu Giang (柳江)       | Kiềm Giang (黔江)       | Tầm Giang (浔江)        | Tây Giang (西江)        |
| Hữu Giang (右江)        | Ung Giang (邕江)        | Úc Giang (郁江)         | Tầm Giang (浔江)        | Tây Giang (西江)        |
| Tả Giang (左江)         | Ung Giang (邕江)        | Úc Giang (郁江)         | Tầm Giang (浔江)        | Tây Giang (西江)        |

Quảng Tây có bờ biển ngắn nằm bên Vịnh Bắc Bộ. Các hải cảng chính là Bắc Hải, Khâm Châu và Phòng Thành Cảng.
Quảng Tây có khí hậu cận nhiệt đới. Mùa hè thường dài và nóng. Nhiệt độ trung bình hàng năm từ 17 - 23 °C, trong khi lượng mưa hàng năm từ 1250 - 1750 mm.
Thành phố cấp địa khu chính: Nam Ninh, Bắc Hải, Quế Lâm, Liễu Châu. Thành phố cấp huyện tiêu biểu: Long Môn, Tam Giang, Dương Sóc.

## Kinh tế
Các loại ngũ cốc và lương thực quan trọng của Quảng Tây gồm: gạo, ngô, khoai và lúa mỳ. Hoa màu có: mía đường, lạc, thuốc lá và đay. Quảng Tây có trữ lượng thiếc, măng gan, indium nhiều hơn bất cứ tỉnh nào của Trung Quốc. Trong những năm gần đây, Quảng Tây đã tụt hậu so với tỉnh Lưỡng Quảng là Quảng Đông về kinh tế. GDP danh nghĩa năm 2004 của Quảng Tây là 332 tỷ NDT (41,19 tỷ USD), xếp thứ 17 các tỉnh Trung Quốc. GDP đầu người là 680 USD.

## Dân cư
Tôn giáo tại Quảng Tây
Quảng Tây là một trong những nơi bắt nguồn sớm nhất của loài người cổ của Trung Quốc, thời kỳ Nguyên cổ Quảng Tây đã có hoạt động của loài người. Tuy nhiên do điều kiện tự nhiên của Quảng Tây cổ đại khắc nghiệt, khai thác nông nghiệp thiếu nghiêm trọng, thủ công nghiệp và thương nghiệp từ xưa đến nay lạc hậu, trình độ phát triển kinh tế và số lượng dân số thời gian dài thấp hơn khu vực Trung Nguyên và khu vực lân cận như Hồ Nam, Quảng Đông, Giang Tây, Phúc Kiến vì vậy cho đến năm 1912 thời kỳ đầu dân quốc, toàn tỉnh Quảng Tây chỉ có 1,7589 triệu hộ, 9,1606 triệu người. Năm 1912 – 1926, biên độ tăng dân số khá lớn, từ 9,1606 triệu người tăng lên đến 10,633 triệu người, tăng trưởng trung bình năm 104.800 người. Năm 1926 – 1931, do trong thời kỳ này "chiến tranh Tưởng Quế" bùng nổ, nhiều năm liên tiếp tình hình chiến tranh hỗn loạn, xã hội không yên ổn, kinh tế văn hoá bị phá hoại nghiêm trọng, tăng trưởng dân số bị ảnh hưởng, từ 10,633 triệu người tăng đến 10,778 triệu người, tăng trưởng bình quân hàng năm chỉ là 29.000 người. Năm 1932 – 1944, dân số tăng nhanh chóng, từ 11,819 triệu người tăng lên đến 14,9707 triệu người, dân số tăng trung bình năm là 262.600 người. Đây là do năm 1932 cho đến đêm trước kháng chiến xã hội Quảng Tây tương đối yên ổn, kinh tế văn hoá dần dần phát triển, người dân được bồi dưỡng sinh lợi.
Trong thời gian chiến tranh, năm 1939 – 1940, mặc dù có quân Nhật xâm lược Nam Quảng Tây, tài sản sinh mệnh của nhân dân bị tổn thất nhất định, song thời gian chỉ là 1 năm, khu vực chỉ hơn 10 huyện, mà khi đó Quảng Tây là hậu phương lớn của kháng chiến, xã hội tương đối ổn định, lượng lớn dân bị nạn của khu chiến tranh đổ về Quảng Tây, đã thúc đẩy tăng trưởng nhanh chóng của dân số Quảng Tây. Năm 1944 – 1945, quân Nhật xâm nhập toàn diện vào Quảng Tây, toàn tỉnh 80 huyện thị bị xâm chiếm, sinh mệnh tài sản của nhân dân bị tổn thất nặng nề, dân số từ 14,9707 triệu người hạ xuống còn 14,5458 triệu người. Sau khi kháng chiến kết thúc, dân số tăng trưởng trở lại, năm 1948 tăng đến 14,6727 triệu người, tăng 126.900 người năm 1945, dân số tăng trung bình năm 42.300 người.
Nhìn từ tổng thể, trước khi nước Trung Quốc mới thành lập, Quảng Tây giống như toàn quốc, vẫn bảo lưu đặc điểm tái sinh sản dân số truyền thống. Một là tăng trưởng dân số có sự tăng mạnh giảm mạnh mang tính chu kỳ. Khi kẻ thống trị thu thuế ít, xã hội ổn định, kinh tế phồn vinh, dân số tăng gấp; Khi kẻ thống trị vơ vét bóp nặn (sưu cao thuế nặng), xã hội bất ổn định, kinh tế tiêu điều, dân số giảm mạnh. Hai là tỷ lệ sinh cao, tỷ lệ tử vong cao, tỷ lệ tăng trưởng tự nhiên thấp. Theo điều tra, trước năm 1949, tỷ lệ dân số tử vong của Trung Quốc là 25%0 - 33%0, tỷ lệ tử vong trẻ em chiếm 1/5 – 1/4 số dân số ra đời, tỷ lệ dân số ra đời đạt tới 35‰ - 38‰. Sau khi nước Trung Quốc mới thành lập, quá trình phát triển của dân số Quảng Tây về đại thể đã trải qua mấy giai đoạn sau:
Giai đoạn thứ nhất, thời kỳ cao trào sinh đẻ thứ nhất (1953 - 1958). Trong thời kỳ này, chính quyền mới đã dẹp yên tình hình rối loạn của chiến tranh, đồng thời đã tiến hành cải cách đất đai ở trong phạm vi toàn tỉnh, đã ngăn chặn hiệu quả hiện tượng nghèo hoá của kinh tế nông thôn, tỷ lệ tử vong của dân số liên tục hạ xuống, còn tỷ lệ sinh dân số tương đối cao, tổng số dân số từ 19,76 triệu người tăng lên đến 21,86 triệu người, trung bình năm tăng 420.000 người, tỷ lệ tăng trưởng dân số tự nhiên gần 21‰.
Giai đoạn thứ hai, thời kỳ thoái trào sinh đẻ thứ nhất (1959 - 1961). Trong thời gian này, do chịu ảnh hưởng của "đại nhảy vọt" "cộng sản phong", phát triển của kinh tế quốc dân đã gặp trắc trở nghiêm trọng, mức sống của nhân dân hạ thấp nhanh chóng, thêm vào liên tục gặp phải thiên tai, gây nên tỷ lệ tăng dân số giảm mạnh, tỷ lệ tử vong tăng đột ngột, tổng số dân số từ 22,05 triệu người giảm xuống còn 21,59 triệu người, trung bình năm giảm 230.000 người, tỷ lệ tăng trưởng tự nhiên dân số là -10,5‰.
Giai đoạn thứ ba, thời kỳ cao trào sinh đẻ dân số thứ hai (1962-1972). Trong thời kỳ này, do quan niệm cũ "đông con nhiều phúc" của mọi người chưa thay đổi, chính phủ càng buông tuồng hành vi sai lầm "đông con nhiều phúc", do đó khi thiên tai vừa qua, cách làm "cộng sản phong" vừa mới được sửa chữa, liền xuất hiện cao trào tăng trưởng dân số thứ hai. Tổng dân số từ 22,18 triệu người tăng lên đến 29,73 triệu người, trung bình năm tăng 755.000 người, tỷ lệ tăng dân số tự nhiên là 29,7‰, còn cao hơn gần 4 phần nghìn so với mức trung bình toàn quốc. Trong thời kỳ này dân số tăng tịnh của Quảng Tây là 7,55 triệu người, đã hình thành cao trào sinh đẻ dân số lần thứ hai sau khi thành lập nước. Chính lần cao trào sinh dân số này, đã tăng thêm một bước dân số của Quảng Tây, đã tăng thêm khó khăn chồng chất cho việc thực hiện chính sách sinh đẻ kế hoạch sau thập niên 80 thế kỷ XX của Quảng Tây, đã ảnh hưởng nghiêm trọng đến tốc độ của phát triển kinh tế và xã hội của Quảng Tây.
Giai đoạn thứ tư, thời kỳ thoái trào sinh đẻ dân số thứ hai (1973-1984). Trong thời kỳ này, do Đảng và chính phủ quyết tâm nắm chặt sinh đẻ kế hoạch, cuối cùng làm cho tỷ lệ sinh hạ xuống một chút, từ đó làm cho tỷ lệ tăng trưởng dân số tự nhiên cũng hạ thấp từng năm, từ 28,3%0 năm 1973 hạ dần xuống còn 19,6‰.
Giai đoạn thứ năm, giai đoạn hạ xuống sau khi tỷ lệ tăng trưởng dân số tự nhiên xuất hiện tăng trở lại rõ rệt (sau năm 1985). Kể từ nửa cuối năm 1984, nhà nước bắt đầu từng bước nới lỏng diện quan tâm đối với sinh hai. Do các nguyên nhân như kích thích nội tại của chế độ trách nhiệm bao thầu gia đình đối với mong muốn sinh đẻ của nông dân và xuất hiện sự yếu kém trong quản lý khi thể chế mới cũ thay thế, cũng như khó khăn mà lưu động dân số mang đến cho quản lý sinh đẻ kế hoạch và kết cấu tuổi tác v.v, kể từ sau năm 1985, tỷ lệ sinh và tỷ lệ tăng trưởng tự nhiên dân số trong toàn phạm vi khu tự trị xuất hiện sự tăng trở lại mạnh. Dân số tăng tịnh hàng năm từ 670.000 người năm 1985 tăng lên đến 920.000 người năm 1990, tỷ lệ tăng trưởng tự nhiên cũng từ 17,6%0 tăng lên đến 22,2‰. Tình hình phát triển này đã thu hút sự quan tâm mạnh mẽ của các nhân sĩ hữu quan, Trung ương Đảng, Quốc vụ viện càng hết sức coi trọng, đồng thời chỉ rõ, người lãnh đạo đảng chính phủ các khu vực chịu trách nhiệm chính đối với sinh đẻ kế hoạch. Sau năm 1990, tỷ lệ sinh và tỷ lệ tăng trưởng tự nhiên của dân số Quảng Tây xuất hiện xu thế hạ xuống theo năm, đến năm 2000, tỷ lệ tăng trưởng tự nhiên đạ hạ xuống còn 8‰.
Dân số Quảng Tây năm 2000 là 47,51 triệu, tương đương với 81,2% dân số nước Pháp, 57,9% dân số nước Đức, 80,8% dân số nước Anh, tuy nhiên tổng giá trị sản xuất quốc dân bình quân đầu người lại thấp hơn nhiều so với trình độ của những quốc gia này, còn không bằng 3% trình độ bình quân đầu người của các quốc gia nói trên. Khu tự trị là nơi tập trung nhiều Người Tráng, hơn 14 triệu, một trong những dân tộc thiểu số chính ở Trung Quốc. Hơn 90% người Tráng ở Trung Quốc sống ở Quảng Tây, đặc biệt là ở khu vực trung tâm và phía Tây. Cũng có một số lượng khá người dân tộc thiểu số Người Đồng và Người Miêu. Dân tộc thiểu số khác gồm: Người Dao, Người Hồi, Người Di, Lô Lô, Người Thủy, và Người Kinh (người Việt).
- Người Hán (汉族): 27,02 triệu (62%)
- Người Tráng (壮族): 14,21 triệu
- Người Dao (瑶族): 1,47 triệu
- Người Miêu (苗族): 46 vạn
- Người Động (侗族): 30 vạn
- Người Ngật Lão (仫佬族): 17 vạn
- Người Mao Nam (毛南族): 7,4 vạn
- Người Hồi (回族): 3,3 vạn
- Người Bố Y (布依族): 2,1 vạn
- Người Kinh/Người Việt (京族): 2 vạn
- Người Thủy (水族): 1,5 vạn
- Người Tạng (彝族): 9.712 người
- Người Mãn (满族): 9.576 người

## Văn hóa
Quảng Tây nổi tiếng vì sự đa dạng ngôn ngữ. Ví dụ ở thủ phủ Nam Ninh, có tới bốn phương ngữ được nói: Quan thoại Phương Nam, Quảng Đông thoại, Bình Thoại, và tiếng Tráng.

## Các trường cao đẳng, đại học
- Đại học Sư phạm Quảng Tây
- Đại học Quảng Tây
- Đại học dân tộc Quảng Tây
- Đại học Y khoa Quảng Tây
- Học viện Sư phạm Quảng Tây
- Học viện Công nghệ Điện tử Quế Lâm

## Du lịch
Điểm du lịch hấp dẫn nhất ở Quảng Tây là Quế Lâm, một địa danh có cảnh quan sơn thủy nổi tiếng khắp Trung Quốc và thế giới vì vẻ ngoạn mục của nó bên bờ Li Giang (漓江) với các đỉnh núi karst vây quanh. Đây từng là thủ phủ của Quảng Tây. Tĩnh Giang vương thành (靖江王城), nơi ở trước đây của các vương gia nhà Minh nay vẫn còn phế tích và được mở cửa cho dân chúng tham quan. Từ Quế Lâm xuôi về phía nam là thị trấn Dương Sóc (阳朔), một điểm đến nổi tiếng của du khách nước ngoài đặc biệt là khách du lịch ba-lô. Những người dân tộc thiểu số ở Quảng Tây như người Tráng và người Động đều rất quan tâm đến du lịch.